# 장이론
틀:수학 관련 정보
틀:이론물리학
장이론（場理論, field theory）은 물리학 및 수학의 여러 분야에서 시공간의 각 점에 대응하는 물리량 또는 수학적 구조로서의 장의 변화를 서술하는 이론체계이다. 고전적 맥스웰 방정식으로부터 출발하여, 현대의 양자장론에 이르기까지 자연현상의 본질을 기술하는 보편적 언어로 기능하며, 입자물리학, 통계물리학, 중력이론 및 끈이론 등에 긴밀히 연계된다.

## 수학적 구조
장이론은 일반적으로 다양체 {\displaystyle M} 위에 정의된 섬유다발의 단면으로서의 장을 다루며, 그 동역학은 작용 함수의 정준적 변화로부터 유도된다. 구체적으로, 오일러-라그랑주 방정식은 다음과 같은 작용 원리에 의해 도출된다.
{\displaystyle S[\phi ]=\int _{M}{\mathcal {L}}(\phi ,\partial _{\mu }\phi )\,d^{n}x}
여기서 {\displaystyle {\mathcal {L}}}은 라그랑지언 밀도, {\displaystyle \phi }는 장, {\displaystyle M}은 시공간 다양체, 그리고 {\displaystyle S[\phi ]}는 작용 (물리학)을 나타낸다.

## 고전장이론
양자화 이전의 장이론은 결정론적 연속장으로서 물리량의 진화를 서술하며, 주요한 예는 다음과 같다.
- 전자기장이론：맥스웰 방정식에 근거하며, 전기장 및 자기장을 전자기장 텐서로 통합한다.
- 중력이론：일반상대성이론에서 계량 텐서를 장으로 보고, 아인슈타인 장 방정식에 의해 동역학을 서술한다.

### 맥스웰 이론
{\displaystyle \partial _{\mu }F^{\mu \nu }=\mu _{0}J^{\nu }}
여기서 {\displaystyle F^{\mu \nu }}는 전자기장 텐서, {\displaystyle J^{\nu }}는 4차원 전류 밀도이다.

## 양자장이론
양자장론은 장을 양자역학적 방식으로 양자화하여, 입자를 장의 양자 들뜸으로 간주한다. 이는 표준 모형의 수학적 기반으로 작용하며, 페르미온장과 보손장 등이 존재한다.

### 경로적분 형식
{\displaystyle \langle 0|{\mathcal {O}}|0\rangle =\int {\mathcal {D}}\phi \,{\mathcal {O}}[\phi ]\,e^{iS[\phi ]/\hbar }}
이 표현은 경로적분을 통한 진공기댓값 계산을 서술하며, 장의 함수 공간 위에서의 위상합을 반영한다.

### 대표 이론
- 양자전기역학：전자기장과 전자의 양자적 상호작용을 기술
- 양자색역학：강한 상호작용을 기술하는 이론
- 표준 모형：전자기력, 약한 상호작용, 강한 상호작용을 통합

## 게이지장이론
게이지 대칭에 근거한 장이론은 게이지장의 존재를 필연화하며, 이는 접속이론 및 섬유다발 이론과 수학적으로 등가이다.
{\displaystyle F_{\mu \nu }=\partial _{\mu }A_{\nu }-\partial _{\nu }A_{\mu }+[A_{\mu },A_{\nu }]}
이는 비가환 게이지군에 대하여 곡률 텐서를 기술하며, 양-밀스 이론의 근간을 이룬다.

## 통계장이론
장이론은 통계역학과의 접합을 통해 임계현상, 상전이, 스핀계 등에서 유용하게 응용되며, 특히 2차원 등각장이론 및 위상장이론으로 확장된다.

## 수학적 장이론
현대의 수리물리학에서는 다음과 같은 추상화된 장이론이 연구된다.
- 변형양자장이론：모듈라이 공간과 거울대칭 등과 관련
- 위상장이론（TQFT）：다양체 불변량 및 코호몰로지 이론과 연계
- 양자코호몰로지：대수기하학 및 양자역학의 접점

## 현대적 전개
장이론은 끈이론, M-이론, 비가환기하학, 양자중력 등으로 확장되었으며, 기하학적 표현이론, 수리물리학, 범주론적 양자장이론 등과도 긴밀히 연결된다.

## 관련 어휘
- 장 (물리학)
- 작용 원리
- 변분 원리
- 게이지 이론
- 양자장론
- 표준 모형
- 스핀 통계 정리
- 히그스 장

## 참고 문헌
- Steven Weinberg (1995). 《The Quantum Theory of Fields》 1–3. Cambridge University Press.
- Michael E. Peskin, Daniel V. Schroeder (1995). 《An Introduction to Quantum Field Theory》. Westview Press.
- John C. Baez, Javier P. Muniain (1994). 《Gauge Fields, Knots and Gravity》. World Scientific.
- Edward Witten (1988). 《Topological Quantum Field Theory》. Communications in Mathematical Physics.